# Island i olympiska sommarspelen 2008
Island i olympiska sommarspelen 2008 består av idrottare som har blivit uttagna av Islands olympiska kommitté.
Handbollslaget tog silver då de förlorade finalen mot Frankrike Detta var Islands fjärde OS-medalj genom tiderna. 

## Badminton
- Huvudartikel: Badminton vid olympiska sommarspelen 2008
- Damer

| Namn                | Gren   | 32-delsfinal                   | 16-delsfinal     | 8-delsfinal      | Kvartsfinal      | Semifinal        | Final            | Final |
| Namn                | Gren   | Resultat                       | Resultat         | Resultat         | Resultat         | Resultat         | Resultat         | Plats |
| ------------------- | ------ | ------------------------------ | ---------------- | ---------------- | ---------------- | ---------------- | ---------------- | ----- |
| Ragna Ingólfsdóttir | Singel | Hirose (JPN) L 6-21, 7-19 ret. | Gick inte vidare | Gick inte vidare | Gick inte vidare | Gick inte vidare | Gick inte vidare |       |

## Friidrott
- Huvudartikel: Friidrott vid olympiska sommarspelen 2008

Förkortningar
- Noteringar – Placeringarna avser endast löparens eget heat
- Q = Kvalificerad till nästa omgång
- q = Kvalificerade sig till nästa omgång som den snabbaste idrottaren eller, i fältgrenarna, via placering utan att uppnå kvalgränsen.
- NR = Nationellt rekord
- N/A = Omgången ingick inte i grenen
- Bye = Idrottaren behövde inte delta i denna omgång

Herrar
Fältgrenar
| Idrottare             | Gren          | Kval    | Kval      | Final            | Final            |
| Idrottare             | Gren          | Distans | Placering | Distans          | Placering        |
| --------------------- | ------------- | ------- | --------- | ---------------- | ---------------- |
| Bergur Ingi Pétursson | Släggkastning | 71.63   | 25        | Gick inte vidare | Gick inte vidare |

Damer
Fältgrenar
| Idrottare             | Gren          | Kval  | Kval      | Final            | Final            |
| Idrottare             | Gren          | Längd | Placering | Längd            | Placering        |
| --------------------- | ------------- | ----- | --------- | ---------------- | ---------------- |
| Þórey Edda Elísdóttir | Stavhopp      | 4.15  | 23        | Gick inte vidare | Gick inte vidare |
| Ásdís Hjálmsdóttir    | Spjutkastning | 48.59 | 50        | Gick inte vidare | Gick inte vidare |

## Handboll
- Huvudartikel: Handboll vid olympiska sommarspelen 2008

Herrar
| Nr | Pos. | Namn                     | Födelsedatum (ålder)     | Klubb                  |
| -- | ---- | ------------------------ | ------------------------ | ---------------------- |
| 1  | MV   | Björgvin Páll Gústavsson | 24 maj 1985 (23 år)      | TV Bittenfeld          |
| 3  | V9   | Logi Eldon Geirsson      | 10 oktober 1982 (25 år)  | TBV Lemgo              |
| 5  | M6   | Sigfús Sigurðsson        | 7 maj 1975 (33 år)       | Valur                  |
| 6  | H9   | Ásgeir Örn Hallgrímsson  | 17 februari 1984 (24 år) | GOG Svendborg TGI      |
| 7  | V9   | Arnór Atlason            | 23 juli 1984 (24 år)     | FCK Håndbold           |
| 9  | V9   | Guðjón Valur Sigurðsson  | 8 augusti 1979 (29 år)   | VfL Gummersbach        |
| 10 | M9   | Snorri Guðjónsson        | 17 oktober 1981 (26 år)  | GOG Svendborg TGI      |
| 11 | H9   | Ólafur Stefánsson        | 3 juli 1973 (35 år)      | BM Ciudad Real         |
| 14 | V6   | Sturla Ásgeirsson        | 20 juli 1980 (28 år)     | Aarhus GF Håndbold     |
| 15 | H6   | Alexander Petersson      | 2 juli 1980 (28 år)      | SG Flensburg-Handewitt |
| 16 | MV   | Hreiðar Levý Guðmundsson | 29 november 1980 (27 år) | IK Sävehof             |
| 17 | M6   | Sverre Andreas Jakobsson | 8 februari 1977 (31 år)  | HK Kopavogur           |
| 18 | M6   | Róbert Gunnarsson        | 22 maj 1980 (28 år)      | VfL Gummersbach        |
| 19 | V9   | Ingimundur Ingimundarson | 29 januari 1980 (28 år)  | Elverum Håndball       |

Gruppspel
| Nr | Land     | SM | V | O | F | GM  | IM  | MS | Poäng |
| -- | -------- | -- | - | - | - | --- | --- | -- | ----- |
| 1  | Sydkorea | 5  | 3 | 0 | 2 | 122 | 129 | -7 | 6     |
| 2  | Danmark  | 5  | 2 | 2 | 1 | 137 | 131 | +6 | 5     |
| 3  | Island   | 5  | 2 | 2 | 1 | 151 | 146 | +5 | 6     |
| 4  | Ryssland | 5  | 2 | 1 | 2 | 136 | 131 | +5 | 5     |
| 5  | Tyskland | 5  | 2 | 1 | 2 | 126 | 130 | -4 | 6     |
| 6  | Egypten  | 5  | 0 | 2 | 3 | 127 | 132 | -5 | 2     |

Slutspel
|  | Kvartsfinal | Kvartsfinal | Kvartsfinal |           |           | Semifinal | Semifinal | Semifinal |            |            | Final      | Final      | Final |
|  |             |             |             |           |           |           |           |           |            |            |            |            |       |
|  | A2          | Polen       | 30          |           |           |           |           |           |            |            |            |            |       |
|  | B3          | Island      | 32          |           |           |           |           |           |            |            |            |            |       |
|  | B3          | Island      | 32          |           | B3        | Island    | 36        |           |            |            |            |            |       |
|  |             |             |             |           | B3        | Island    | 36        |           |            |            |            |            |       |
|  |             | A4          | Spanien     | 30        |           |           |           |           |            |            |            |            |       |
|  | B1          | A4          | Spanien     | 30        | Sydkorea  | 24        |           |           |            |            |            |            |       |
|  | B1          |             |             |           | Sydkorea  | 24        |           |           |            |            |            |            |       |
|  | A4          | Spanien     | 29          |           |           |           |           |           |            |            |            |            |       |
|  |             |             |             |           |           |           |           |           |            |            | B3         | Island     | 23    |
|  |             |             | A1          | Frankrike | 28        |           |           |           |            |            |            |            |       |
|  | B2          | Danmark     | 24          |           |           |           |           |           |            |            |            |            |       |
|  | A3          | Kroatien    | 26          |           |           |           |           |           |            |            |            |            |       |
|  | A3          | Kroatien    | 26          |           | A3        | Kroatien  | 23        |           | Bronsmatch | Bronsmatch | Bronsmatch | Bronsmatch |       |
|  |             |             |             |           | A3        | Kroatien  | 23        |           | Bronsmatch | Bronsmatch | Bronsmatch | Bronsmatch |       |
|  |             | A1          | Frankrike   | 25        |           |           |           |           |            |            |            |            |       |
|  | A1          | A1          | Frankrike   | 25        | Frankrike | 27        |           | A4        | Spanien    | 35         |            |            |       |
|  | A1          |             |             |           | Frankrike | 27        |           | A4        | Spanien    | 35         |            |            |       |
|  | B4          | Ryssland    | 24          |           |           |           |           |           |            |            | A3         | Kroatien   | 29    |

## Judo
Herrar
| Idrottare             | Gren               | Inledande omgång     | Sextondelsfinal            | Åttondelsfinal            | Kvartsfinal          | Semifinal            | Återkval 1           | Återkval 2           | Återkval 3           | Final / BM           | Final / BM       |
| Idrottare             | Gren               | Motståndare Resultat | Motståndare Resultat       | Motståndare Resultat      | Motståndare Resultat | Motståndare Resultat | Motståndare Resultat | Motståndare Resultat | Motståndare Resultat | Motståndare Resultat | Placering        |
| --------------------- | ------------------ | -------------------- | -------------------------- | ------------------------- | -------------------- | -------------------- | -------------------- | -------------------- | -------------------- | -------------------- | ---------------- |
| Þormóður Árni Jónsson | Tungvikt (+100 kg) | BYE                  | Figueroa (PUR) W 1000–0001 | Roudaki (IRI) L 0001–1000 | Gick inte vidare     | Gick inte vidare     | Gick inte vidare     | Gick inte vidare     | Gick inte vidare     | Gick inte vidare     | Gick inte vidare |

## Simning
- Huvudartikel: Simning vid olympiska sommarspelen 2008